# Nadežda Čižova
Nadežda Vladimirovna Čižova in russo Надежда Владимировна Чижова? (Ussolie, 28 settembre 1945) è un'ex pesista e discobola sovietica.
È stata campionessa europea e campionessa olimpica a Monaco 1972 nel getto del peso. È moglie del pesista Aleksandr Baryšnikov.

## Biografia
Nata e cresciuta vicino al lago Baikal, da adolescente si interessò allo sport, ma i suoi inizi furono ostacolati dalla partecipazione alle gare di Tamara Press, sua connazionale.
Dal 1966 al 1974 riuscì a dimporsi nella disciplina olimpionica del getto del peso.
Il 28 aprile 1968 batté con 18,67 il primato del mondo di Tamara Press mentre ai Giochi olimpici di Città del Messico si classificò terza (vinse Margitta Gummel).
Fu campionessa europea fino al 1974 (arrivando a 4 titoli), fu campionessa Olimpica a Monaco (1972) e campionessa europea al coperto nel 1970 e 1972. A Montréal nel 1976 vinse la medaglia d'argento.

## Record
- Fu la prima donna a superare i 21 metri nel getto del peso.
- Superò per nove volte il primato del mondo, portandolo da 18,67 m del 1968 a 21,45 m nel 1973.

## Palmarès
| Anno | Manifestazione   | Sede              | Evento           | Risultato | Misura  | Note                                    |
| ---- | ---------------- | ----------------- | ---------------- | --------- | ------- | --------------------------------------- |
| 1964 | Europei juniores | Varsavia          | Getto del peso   | Oro       | 16,60 m | Record dei campionati                   |
| 1964 | Europei juniores | Varsavia          | Lancio del disco | Oro       | 45,86 m | Record dei campionati                   |
| 1965 | Universiadi      | Budapest          | Getto del peso   | Argento   | 17,27 m |                                         |
| 1966 | Europei indoor   | Dortmund          | Getto del peso   | Bronzo    | 16,95 m |                                         |
| 1966 | Europei          | Budapest          | Getto del peso   | Oro       | 17,22 m |                                         |
| 1967 | Europei indoor   | Praga             | Getto del peso   | Oro       | 17,44 m | Record dei campionati                   |
| 1968 | Europei indoor   | Madrid            | Getto del peso   | Oro       | 18,18 m | Record dei campionati                   |
| 1968 | Olimpiadi        | Città del Messico | Getto del peso   | Bronzo    | 18,19 m |                                         |
| 1969 | Europei          | Atene             | Getto del peso   | Oro       | 20,43 m | Record mondiale · Record dei campionati |
| 1970 | Europei indoor   | Vienna            | Getto del peso   | Oro       | 18,80 m | Record dei campionati                   |
| 1970 | Universiadi      | Torino            | Getto del peso   | Oro       | 19,51 m | Record delle Universiadi                |
| 1971 | Europei indoor   | Sofia             | Getto del peso   | Oro       | 19,70 m | Record dei campionati                   |
| 1971 | Europei          | Helsinki          | Getto del peso   | Oro       | 20,16 m |                                         |
| 1972 | Europei indoor   | Grenoble          | Getto del peso   | Oro       | 19,41 m |                                         |
| 1972 | Olimpiadi        | Monaco            | Getto del peso   | Oro       | 21,03 m | Record mondiale · Record olimpico       |
| 1973 | Universiadi      | Mosca             | Getto del peso   | Oro       | 20,82 m | Record delle Universiadi                |
| 1974 | Europei indoor   | Göteborg          | Getto del peso   | Argento   | 20,62 m |                                         |
| 1974 | Europei          | Roma              | Getto del peso   | Oro       | 20,78 m | Record dei campionati                   |
| 1976 | Olimpiadi        | Montréal          | Getto del peso   | Argento   | 20,96 m |                                         |

## Altre competizioni internazionali
1967
- Coppa Europa di atletica leggera ( Kiev)